# Anopheles gambiae
Section
Anopheles gambiae est le principal complexe d'espèces cryptiques vecteur du paludisme sévissant en Afrique et découvert en 1902, comme une nouvelle espèce, par Giles.

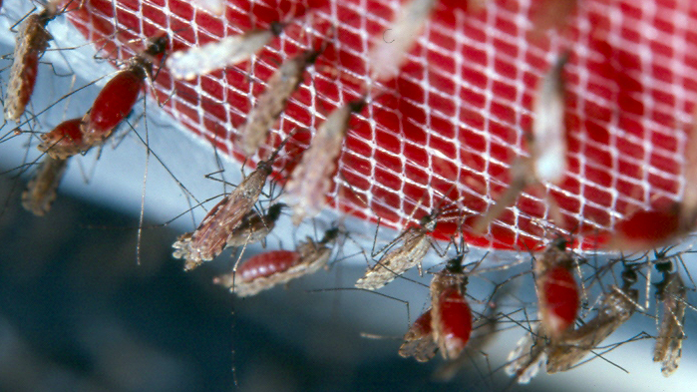
Alimentation artificielle d'Anophèles femelles (repas sanguin) à fin d'études scientifiques, en laboratoire

## Espèces
Il y a, actuellement, neuf espèces au sein du complexe d'espèces cryptiques :
Anopheles gambiae s.str. (Giles 1902)
Anopheles colluzzii Coetzee & Wilkerson 2013
Anopheles amharicus Hunt, Wilkerson & Coetzee 2013
Anopheles merus (Dönitz 1902)
Anopheles melas (Theobald 1903)
Anopheles arabiensis (Patton 1905)
Anopheles quadriannulatus (Theobald 1911)
Anopheles bwambae (White 1985)
Anopheles fontenillei 2018

## Génomique
Il s'agit de la première espèce de moustique, et même de vecteur parasitaire, dont le génome ait été séquencé en entier, par un consortium international en 2002.

## Capacité vectorielle
- Paludisme : Anopheles gambiae s.str. et Anopheles arabiensis sont des vecteurs principaux. Anopheles merus et Anopheles melas sont des vecteurs d'importance locale (côtière).
- Arbovirus : le complexe est un vecteur de l'alphavirus O'nyong-nyong.

## Découverte d'une nouvelle espèce?
Une étude publiée par plusieurs centres de recherche scientifique en février 2011,, dresse la cartographie génétique d'une population étendue et représentative d'anophèles au Burkina Faso. Les analyses génétiques tendent à confirmer qu'une espèce à spéciation sympatrique formée au départ d'Anopheles gambiae s.str. et appelée - temporairement - Anopheles goundry a été découverte.
Plus de la moitié des anophèles trouvés lors de cette étude sont des Anopheles gambiae exophile, c'est-à-dire qu'ils vivent habituellement hors des habitations (même s'ils s'y nourrissent). On pensait jusqu'alors qu'Anopheles gambiae était endophile et sa collecte n'était, donc, habituellement exécutée qu'au sein de l'habitat humain. C'est cette exophilie qui a permis à la « nouvelle espèce » d’échapper aux méthodes classiques d'échantillonnage.

De plus, le séquençage du génome de ce « nouvel » anophèle diffère de celui des autres Anopheles gambiae. les gènes impliqués dans l’immunité d'Anopheles goundry vis-à-vis de Plasmodium sont moindres.
On ignore à ce jour ni depuis combien de temps cet anophèle diverge de son genre biologique, ni s'il s'agit d'une forme mutante récemment sélectionnée par la lutte antivectorielle utilisant des pesticides de plus en plus appliqués à l'intérieur des maisons et de moins en moins à l'extérieur comme le recommande l'Organisation mondiale de la santé. Cette prévention erronée pourrait être une des causes des difficultés éprouvées à faire reculer la transmission du paludisme.